# You Don't Mess with the Zohan
You Don't Mess with the Zohan (Brasil: Zohan: Um Agente Bom de Corte / Portugal: Não Te Metas com o Zohan) é um filme de comédia americano de 2008, dirigido por Dennis Dugan e estrelado por Adam Sandler; foi a quarta parceria de Sandler como ator e Dugan como diretor. O filme gira em torno de Zohan Dvir (em hebraico: זוהן דביר), um antiterrorista do exército israelense que forja sua própria morte para perseguir seu sonho de se tornar um cabeleireiro na cidade de Nova York. A história foi escrita por Judd Apatow, Robert Smigel e Sandler. Foi lançado em 6 de junho de 2008 nos Estados Unidos e em 15 de agosto de 2008 no Reino Unido. O filme arrecadou US$ 204,3 milhões em todo o mundo a partir de um orçamento de US$ 90 milhões e recebeu críticas mistas.
O produtor Robert Smigel declarou que a maior parte do roteiro foi escrita em 2000, mas devido aos atentados terroristas de 11 de setembro de 2001 o projeto foi adiado, devido ao seu conteúdo relacionado a terrorismo. O personagem Zohan foi vagamente inspirado em Nezi Arbib, cabeleireiro que trabalha em San Diego, na California, e que fora anteriormente soldado em Israel. Adam Sandler chegou a encontrá-lo, com quem aprendeu diversas técnicas de cortes de cabelo. A maioria das armas usadas por Zohan e os terroristas em cena foram criadas por indústrias bélicas israelenses.
Durante o filme, são ouvidas várias palavras e frases em hebraico, incluindo: Abba (pai), Ema (mãe), B'seder (ok); e palavras em ídiche, incluindo: faygelah (homossexual) e tuches (bunda).

## Enredo
Zohan Dvir é um contra-terrorista israelense sobre-humano que trabalha para as Forças de Defesa de Israel que se cansou dos longos e exaustivos conflitos em seu país e sonha em se tornar cabeleireiro na rede de salões Paul Mitchell's, nos Estados Unidos. Quando ele finalmente admite para seus pais seu desejo de ser cabeleireiro os mesmos zombam dele. Durante sua próxima missão contra um grupo terrorista palestino liderado por seu arqui-inimigo, o também sobre-humano Fatoush "Phantom" Hakbarah, Zohan finge sua própria morte e embarca escondido em um avião para a cidade de Nova York, cortando o cabelo e adotando o apelido de "Scrappy Coco" em homenagem a dois cães com quem dividiu o voo enquanto esteve escondido no bagageiro do avião. Após seu "sucesso" em matar Zohan, Phantom abre uma cadeia de restaurantes chamada Phantom Muchentuchen.[carece de fontes?]
Após sua chegada aos Estados Unidos, Zohan vai imediatamente à sede da rede Paul Mitchell para pedir um emprego, mas as estilistas funcionárias do local riem dele. Ele tenta a sorte em outros salões, mas também é recusado devido à sua falta de experiência. Zohan torna-se amigo de um jovem rapaz chamado Michael depois de defendê-lo em uma discussão num acidente de trânsito e é levado por ele até sua casa, onde Zohan conhece e mãe de Michael, Gail. Michael fica chocado ao ver Zohan e sua mãe fazendo sexo, mas Zohan diz a ele que aquilo "é natural!", dizendo à Michael que ele ama as mulheres, independente da idade ou do tamanho.[carece de fontes?]
Mais tarde em uma discoteca, Zohan conhece um compatriota israelense chamado Oori, a qual reconhece Zohan pelos seus feitos como agente secreto de seu país, mas jura manter sua identidade em segredo. Zohan é levado por Oori para uma área na baixa Manhattan povoada por imigrantes do Oriente Médio, incluindo palestinos e israelenses. Zohan tenta conseguir um emprego em um salão de beleza do local de uma mulher palestina chamada Dalia, mas a moça permite apenas que Zohan, inicialmente, varra o chão. Quando uma das funcionárias de Dalia pede demissão inesperadamente, deixando suas clientes sem atendimento, Zohan passa a assumir as clientes; ele promove um "show sexy" enquanto exerce sua função, dando à sua primeira cliente um corte de cabelo excepcional, com uma relação sexual após isso. A reputação de Zohan se espalha rapidamente entre as mulheres idosas da baixa Manhattan, fazendo com que os negócios de Dalia prosperem, o que perturba Grant Walbridge, um magnata corporativo que tem tentado comprar todos os inquilinos locais do quarteirão para que ele possa construir um shopping com montanha-russa no local do bairro.[carece de fontes?]
Zohan é eventualmente identificado por um motorista de táxi palestino chamado Salim, que guarda rancor de Zohan por ter levado sua cabra na Palestina porque Salim havia cuspido nele durante uma de suas missões. Salim convence seus amigos, Hamdi e Nasi, a ajudá-lo a matar Zohan, mas após várias tentativas fracassadas, eles são forçados a contatar Phantom e convencê-lo a visitar Nova York para encontrar Zohan. Enquanto isso, Zohan se apaixona por Dalia e deixa tudo claro para ela, Michael e Gail sobre sua verdadeira identidade. Depois que Dalia rejeita Zohan por seu passado contraterrorista, Zohan decide deixá-la para protegê-la e confronta Phantom durante um evento de footbag patrocinado pela empresa de Walbridge. A luta de Zohan é interrompida com a notícia repentina de um bloco de bairro do Oriente Médio sendo atacado, e ele sai rapidamente.[carece de fontes?]
No local do incêndio, Zohan acalma israelenses e palestinos, que culpam o outro pela violência, e faz as pazes com Salim. Phantom então aparece e confronta Zohan, mas Zohan se recusa a lutar. Dalia aparece, revelando que ela é irmã de Phantom, e convence seu irmão a cooperar com Zohan contra os incendiários, revelados serem racistas contratados por Walbridge para instigar um motim interétnico para que ele possa obter seu novo shopping no rescaldo. Enquanto Zohan e Phantom trabalham em dupla para salvar o bloco, Phantom admite que sempre quis ser um vendedor de sapatos, em vez de um terrorista. Embora eles sejam derrotados e Walbridge seja preso, o superexcitado Phantom acidentalmente destrói todas as lojas no quarteirão com seus poderes.[carece de fontes?]
Com os israelenses e palestinos unidos, o quarteirão é reconstruído e transformado em um shopping de propriedade coletiva. Phantom abre uma sapataria lá, enquanto Oori muda sua loja de eletrônicos para dentro do shopping, Salim recupera sua cabra e começa um negócio de passeios com seu animal e Zohan e Dalia, agora casados, abrem um salão de beleza juntos. No final, os pais de Zohan, que inicialmente não apoiavam seu sonho de ser cabeleireiro, aparecem, aprovando seu novo trabalho e estilo de vida antes que seu pai peça que ele corte o cabelo, o que deixa Zohan satisfeito.[carece de fontes?]

## Elenco
| Ator/Atriz              | Personagem                              |
| ----------------------- | --------------------------------------- |
| Adam Sandler            | Zohanelen "Zohan" Dvir / "Scrappy Coco" |
| Emmanuelle Chriqui      | Dalia Hakbarah                          |
| John Turturro           | Fatoush "Phantom" Hakbarah              |
| Nick Swardson           | Michael Gunders                         |
| Lainie Kazan            | Gail Gunders                            |
| Rob Schneider           | Salim Yousfobdal                        |
| Ido Mosseri             | Oori Shulimson                          |
| Alec Mapa               | Claude                                  |
| Ido Mosseri             | Hassan                                  |
| Dave Matthews           | James T. O'Skanlon                      |
| Michael Buffer          | Grant Walbridge                         |
| Ahmed Ahmed             | Waleed                                  |
| Sayed Badreya           | Hamdi                                   |
| Daoud Heidami           | Nasi                                    |
| Robert Smigel           | Yosi                                    |
| Dina Doron              | Sra. Dvir                               |
| Shelley Berman          | Sr. Dvir                                |
| John Paul DeJoria       | Paul Mitchell                           |
| Ahmed Ahmed             | Waleed                                  |
| Ben Wise                | Yitzhak                                 |
| Joseph Marshak          | Pinchas                                 |
| Guri Weinberg           | Aharon                                  |
| Danny A. Abeckaser      | Ze'ev                                   |
| Ido Ezra                | Hassan                                  |
| Mousa Kraish            | Bashir                                  |
| Roni Levi               | Ephraim                                 |
| Mike Iorio              | Bouncer                                 |
| Reuven Bar-Yotam        | Levi                                    |
| Shulie Cowen            | Debbie                                  |
| Maysoon Zayid           | Nadira                                  |
| Helen Siff              | Sra. Skitzer                            |
| Cynthia Frost           | Sra. Paulson                            |
| Lina Assim              | Scarlett Keh                            |
| Participações Especiais |                                         |
| Mariah Carey            |                                         |
| Henry Winkler           |                                         |
| Kevin James             |                                         |
| John McEnroe            |                                         |
| George Takei            |                                         |
| Bruce Vilanch           |                                         |
| John Farley             |                                         |
| Daniel Browning Smith   |                                         |
| Kevin Nealon            | Vigilante Kevin                         |
| Charlotte Rae           | Sra. Greenhouse                         |
| Chris Rock              | Taxista                                 |
| Edmund Lyndeck          | Farmacêutico                            |

## Produção

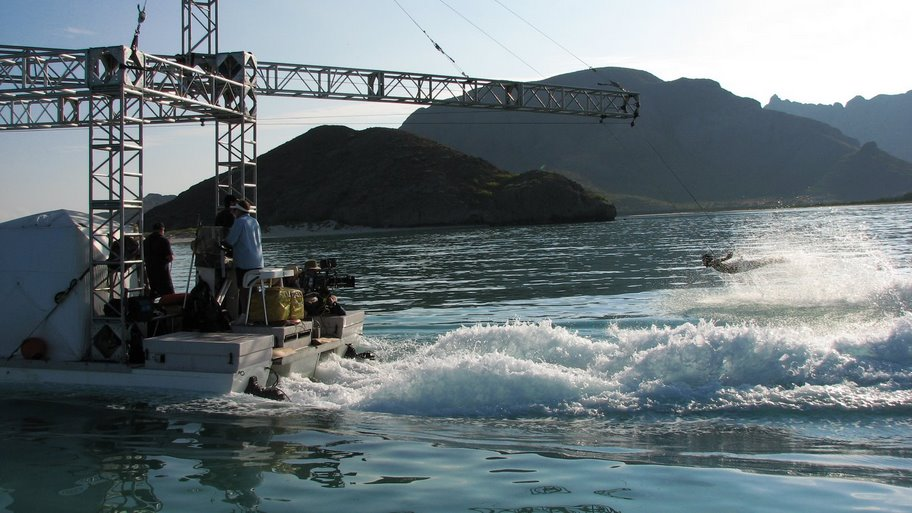
Filmagem de uma das cenas do filme no México

Adam Sandler, Robert Smigel e Judd Apatow escreveram o primeiro rascunho do roteiro em 2000, mas o filme foi adiado após os ataques de 11 de setembro porque os produtores sentiram que o assunto do filme seria muito delicado considerando o contexto da tragédia. Apatow deixou o projeto após o primeiro rascunho em 2000 para trabalhar em seu programa Undeclared e, na maior parte, não esteve envolvido no projeto desde então.
O filme é baseado em parte na história de Nezi Arbib, um soldado israelense que depois de servir mudou-se para o sul da Califórnia e abriu um salão de cabeleireiro. Sandler treinou com Arbib e seus irmãos, também ex-soldados, por duas semanas para aprender penteados e trabalhar com clientes.
O filme apresenta elementos que apareceram pela primeira vez em esquetes do Saturday Night Live intituladas "Sabra Shopping Network" e "Sabra Price Is Right", estreladas por Tom Hanks e escritos por Robert Smigel. Eles originaram versos como "Sony guts" e "Disco, Disco, bom, bom". O primeiro esboço também é notável por apresentar uma das primeiras aparições de Adam Sandler (sem créditos) na televisão, enquanto o segundo apresentava Sandler, Schneider, Smigel e Kevin Nealon em papéis coadjuvantes. Robert Smigel trabalhou com Sandler em filmes anteriores, incluindo Billy Madison, Happy Gilmore e Little Nicky, mas esta foi a primeira vez em que ele foi creditado por ajudar a escrever o roteiro. Ele também foi produtor executivo do filme, o que lhe permitiu contribuir ainda mais para a sensibilidade cômica do filme. O jornal israelense Haaretz comentou que o filme era conhecido nos círculos de Hollywood como "o filme israelense"; o Haaretz também observou que, embora “os atores israelenses estivessem correndo para fazer o teste [para o filme]”, a resposta entre os atores árabes estava longe de ser entusiástica. Emmanuelle Chriqui, que interpretou o interesse amoroso palestino de Zohan, foi criada originalmente como uma judia ortodoxa.
O filme zomba da popularidade do homus na cultura israelense: os personagens o usam para escovar os dentes e como um método para apagar as chamas de um incêndio, bem como um produto para tratar os cabelos.

## Trilha sonora
Rupert Gregson-Williams compôs a trilha sonora do filme, que gravou com a Hollywood Studio Symphony no Sony Scoring Stage em abril de 2008. A trilha sonora contém muitas músicas em hebraico, principalmente da popular banda israelense Hadag Nahash, da dupla de trance psicadélico Infected Mushroom e da cantora pop israelita Dana International. O filme apresenta ainda as faixas "Strip" de Adam Ant, "Look on the Floor (Hypnotic Tango)" de Bananarama, "Hallo Hallo" e "Beautiful Life" do grupo sueco Ace of Base, "Somebody's Watching Me" de Rockwell e as canções de Mariah Carey "Fantasy" e "I'll Be Lovin' U Long Time".
No final do filme é apresentado uma música reorganizada por Julius Dobos, baseada na música "Jimmy Jimmy Jimmy Aaja" do filme de Bollywood Disco Dancer (1982), estrelado por Mithun Chakraborty.

## Recepção

### Desempenho comercial
You Don't Mess with the Zohan arrecadou US$ 38 milhões em seu fim de semana de estreia, ficando em segundo lugar atrás de Kung Fu Panda. Em 7 de setembro de 2008, atingiu a marca de US$ 100 milhões em receita doméstica. O filme encerrou seu circuito nos cinemas do mundo com US$ 204,3 milhões arrecadados.

### Resposta da crítica
O Rotten Tomatoes dá ao filme uma pontuação de 37% com base em 188 avaliações; o consenso do site diz que o filme "apresenta risos intermitentes e agradará aos obstinados de Sandler, mas depois de um tempo a premissa vazada se esgota". O Metacritic dá ao filme uma classificação de 54 de 100 com base em 37 críticas, indicando "críticas mistas ou médias". O público consultado pelo CinemaScore deu ao filme uma nota média "B−" na escala de "A+" a "F".
John Podhoretz, em resenha a revista conservadora The Weekly Standard, escreveu que o filme tem uma "bagunça" de enredo e recursos: "como sempre, para Sandler, muito humor do tipo que dá má fama ao humor idiota, mas que encanta sua base de fãs composta de meninos de um catorze anos de idade"; Podhoretz concluiu que "o filme também tem uma quantidade 'incomum' de 'ideias cômicas tentadoras'", de modo que "a cada dez minutos ou mais, você explode de tanto rir". A revista Entertainment Weekly deu ao filme uma nota "C+", chamando-o de "outra 'bagunça' de Sandler" que é, ao contrário dos Monty Python, um "circo que nunca voa".
Roger Ebert, do Chicago Sun-Times, deu ao filme três de quatro estrelas e chamou-o de "um poderoso hino à vulgaridade, que cabe a você gostar ou não"; Ebert admitiu: "Eu me vi gostando de uma quantidade surpreendente de tempo, embora estivesse totalmente envergonhado de mim mesmo". David Edelstein da revista New York chegou a dizer que "[a atuação de] Adam Sandler é hipnotizante". A. O. Scott, do jornal The New York Times, declarou: "foi a melhor comédia sexual de ação de cabeleireiro pós-sionista que já vi".